# Institut für Neurobiologie und Hirnforschung
Das Institut für Neurobiologie und Hirnforschung (INH) war eine außeruniversitäre Forschungseinrichtung, die als Akademieinstitut zum Forschungszentrum für Molekularbiologie und Medizin der Akademie der Wissenschaften der DDR (AdW) gehörte.
Es wurde 1981 in Magdeburg gegründet und befand sich in unmittelbarer Nähe zur Medizinischen Akademie Magdeburg, mit der das Institut unter anderem durch eine gemeinsame Bibliothek und durch Kooperationen mit mehreren Hochschulinstituten verbunden war. Direktor des INH war von der Gründung bis 1990 Hansjürgen Matthies, der an der Medizinischen Akademie als Professor für Pharmakologie und Direktor des Instituts für Pharmakologie und Toxikologie fungierte. Im Sommer 1990 hatte das INH, dessen Forschungsaktivitäten sich vor allem auf die Mechanismen des Lernens und des Gedächtnisses konzentrierten, etwa 200 Mitarbeiter, womit es zu den kleineren unter den biomedizinischen Einrichtungen in der Forschungsgemeinschaft der AdW zählte.
Nachfolgeeinrichtung des Instituts, das bis zum Ende des Jahres 1991 bestand und dann nach positiver Evaluierung durch den Wissenschaftsrat mit Beginn des Jahres 1992 als Einrichtung der Blauen Liste neugegründet wurde, ist das Leibniz-Institut für Neurobiologie.